# Agileo de Cartago
Agileus (Cartago, siglo III) fue un cristiano que fue asesinado por la fe durante la persecución del emperador Diocleciano.
Agustín de Hipona pronunció un discurso al respecto.
Durante mucho tiempo ha sido venerado como santo y mártir.
Se celebra el 25 de enero.